# Knåda (ort)
Knåda är en ort i Ovanåkers socken i Ovanåkers kommun. Bebyggelsen är uppdelad i en södra och en norra del som under perioden 1995-2023 avgränsades till två småorter, denna då kallad kallad Knåda (norra delen) och Knåda (södra delen). Knåda räknades som tätort från 1975 till 1995 då tätorten upplöstes och istället blev de två småorterna, som sedan 2023 växt samman och åter bildade en gemensam tätort.